# Paragabara cnecocrana
Paragabara cnecocrana là một loài bướm đêm trong họ Erebidae.